# وزارت بهداشت و درمان (آلمان)
وزارت بهداشت و درمان (آلمانی: Bundesministerium für Gesundheit) یکی از وزراتخانه‌های آلمان فدرال است.